# Атланта Дрим
«Атла́нта Дрим» (англ. Atlanta Dream) — это американская профессиональная женская баскетбольная команда, которая выступает в Восточной конференции женской национальной баскетбольной ассоциации (ВНБА). Команда была основана в городе Атланта (штат Джорджия) перед началом сезона 2008 года, а домашние встречи проводила на «Филипс-арене», но после окончания сезона 2019 года из-за разногласий с руководством клуба НБА «Атланта Хокс» переехала в соседний город Колледж-Парк на новую «Гейтуэй-центр-арену». Владельцами клуба является группа местных предпринимателей, в которую входят Ларри Готтсдайнер, Сюзанн Абэр и бывший игрок команды Рене Монтгомери.
За четырнадцать лет участия в турнире ЖНБА «Дрим» восемь раз выходили в плей-офф и трижды участвовали в финале турнира. В 2010 году «Атланта» в финале всухую проиграла клубу «Сиэтл Шторм», а в 2011 и 2013 годах всухую уступила команде «Миннесота Линкс». Таким образом, её результат в финальных играх составляет 0-9.
За время существования клуба в нём выступали такие известные баскетболистки, как Алекс Бентли, Айвори Латта, Эрика де Соуза, Глори Джонсон, Бетти Леннокс, Санчо Литтл, Энджел Маккатри, Келли Миллер, Рене Монтгомери, Кортни Пэрис, Делиша Милтон, Арминти Прайс, Рут Райли, Тиффани Хейз, Жасмин Томас, Кортни Уильямс, Элизабет Уильямс, Мишель Сноу, Никки Тисли, Линдсей Хардинг и Чамик Холдскло.

## История команды

### Создание
Ещё в 1995 году Американская баскетбольная лига (АБЛ) планировала создать женский баскетбольный клуб в Атланте. И в 1996 году была создана команда «Атланта Глори», которая просуществовала всего два сезона и обанкротилась перед началом сезона 1998/1999 годов. Правда и лига была вскоре закрыта, потому что не смогла долго конкурировать с ВНБА, которая финансировалась НБА, и была вытеснена ею с рынка.
Женская НБА также рассматривала Атланту как один из городов-претендентов на новую команду. Но лишь в 2007 году руководство лиги вместе с местными властями и предпринимателями начали серьёзные попытки по созданию нового клуба. Из-за того, что клуб «Атланта Хокс» изредка собирал полный стадион, ЖНБА испытывала сомнения и поэтому в феврале 2007 года была начата компания по сбору подписей под петицией о создании нового клуба. В качестве домашней площадки для нового клуба рассматривалась «Филипс-арена», «Гуиннетт-арена» и «Александр-мемориал-колизеум». К маю уже было получено 1000 заявок на сезонные абонементы, хотя целью было получить 8000 за 90 дней. К июлю было собрано лишь 1200 заявок, однако несмотря на это, руководство ассоциации всё же стало искать возможных новых владельцев клуба.
16 октября 2007 года появились сообщения, что Рон Тервиллиджер станет владельцем нового клуба. На следующий день на конференции, проходившей в Столетнем Олимпийском парке Атланты, президент ЖНБА Донна Орендер официально объявила, что Атланта получит новую женскую баскетбольную команду.
5 декабря 2007 года стартовал онлайн опрос, в котором любой желающий мог проголосовать за один из предложенных вариантов названия клуба, хотя окончательное решение всё же было за его владельцем Роном Тервиллиджером. Среди предложенных вариантов были: Дрим (англ. Dream), Флайт (англ. Flight), Сёрдж (англ. Surge) и Сизл (англ. Sizzle). Также участникам предлагалась выбрать цвета клуба. 23 января 2008 года было объявлено, что он будет называться «Атланта Дрим», а цветами команды станут небесно-голубой, красный и белый. Частично выбор названия основывался на знаменитой речи Мартина Лютера Кинга, родившегося в Атланте.

### Первый опыт
27 ноября 2007 года «Атланта» назначила Маринелл Медорс, тренера с большим опытом работы на студенческом уровне, первым главным тренером и генеральным менеджером в истории франшизы. Это была уже вторая попытка Медорс в данном качестве в ЖНБА после ухода из «Шарлотт Стинг». После этого Маринелл работала руководителем скаутов в «Майами Сол» и помощником в тренерском штабе Ричи Адубато и Три Роллинза в «Вашингтон Мистикс». Бывший игрок НБА Деннис Родман добровольно предложил своё имя в качестве главного тренера «Дрим». Тервиллиджер отказался, заявив, что ему нужен кто-то с большим тренерским опытом, к тому же он считает, что главным тренером должна быть женщина, поскольку ВНБА это женская лига.
6 февраля 2008 года ВНБА провела драфт расширения, на котором «Атланта» выбрала по одному игроку из каждой команды лиги. Затем «Атланта» обменяла Ронику Ходжес и свой четвёртый выбор на драфте 2008 года в команду «Сиэтл Шторм» на Изиане Кастро Маркес и восьмой выбор «Сиэтла» на этом же драфте. Помимо того «Дрим» обменяли 18-й выбор и Латойю Томас в «Детройт Шок» на Айвори Латту. Начав свой дебютный сезон 17 мая с гостевого поражения от «Коннектикут Сан» и до домашнего проигрыша 3 июля от «Хьюстон Кометс», «Дрим» уступили 17 игр кряду, тем самым установив рекорд лиги как по последовательным поражениям, так и по проигрышам со старта чемпионата. «Чикаго Скай» в 2006 году проиграл 13 матчей подряд, а «Детройт Шок» в 2002 году открыл турнир с баланса 0-13. 5 июля «Дрим» одержали свою первую победу в Атланте со счетом 91:84 над «Чикаго Скай», завершив серию поражений, а сезон они закончили с неутешительным балансом побед и поражений 4-30.
Не желая повторения 2008 года Маринелл Медорс в межсезонье провела заметное усиление состава. Как худшая команда прошлого сезона «Атланта» приобрела на драфте распределения Санчо Литтл, а на драфте 2009 года выбрала Энджел Маккатри. В качестве свободных агентов «Дрим» подписали Никки Тисли и Мишель Сноу, а также выменяли 13-й выбор драфта 2009 года в «Лос-Анджелес Спаркс» на Чамик Холдскло. В 2009 году «Дрим» прошли в плей-офф с балансом побед и поражений 18-16, превысив свой предыдущий результат сразу на 14 побед, однако в полуфинале Восточной конференции уступили будущему чемпиону, команде «Детройт Шок», со счётом 0-2 в серии. По окончании сезона Медорс была удостоена награды тренер года, а Энджел Маккатри была признана новичком года. Владелец «Дрим», Рон Тервиллиджер, ещё в августе объявил, что хочет отказаться от должности основного владельца франшизы, а уже 29 октября Кэти Бетти взяла клуб под свой контроль под управлением компании Dream Too LLC.

### Лучшие годы
В сезоне 2010 года команда «Атланта Дрим» вышла в плей-офф с четвёртого места в Восточной конференции, имея в своём активе баланс побед и поражений 19-15. Затем «Мечта» легко прошла первые два раунда плей-офф, поочерёдно переиграв со счётом 2-0 «Вашингтон Мистикс» и «Нью-Йорк Либерти», тем самым обеспечив себе первый выход в финал ВНБА. В финале турнира «Атланта» столкнулась с победителем регулярного первенства, командой «Сиэтл Шторм» (28-6), в котором она уступила со счётом 0-3, однако победу «Сиэтл» добыл с огромным трудом, так как все игры завершились с перевесом не более трёх очков.
Перед началом сезона 2011 года «Атланта» решила свою основную проблему, выменяв в команду «Вашингтон Мистикс» Келли Миллер на звёздного разыгрывающего Линдсей Хардинг. Однако, несмотря на это приобретение, «Дрим» из-за травм Энджел Маккатри и Санчо Литтл начала сезон с баланса побед и поражений 2-7. Затем команда оправилась от травм и после перерыва на матч всех звёзд выдала серию из 14 побед и 5 поражений. Этот импульс они перенесли и в игры навылет, попутно обыграв «Коннектикут Сан» (2-0) и «Индиана Фивер» (2-1), тем самым обеспечив себе второй подряд выход в финал турнира. Однако там «Дрим» в трёх матчах легко проиграли победителю регулярного первенства (27-7), команде «Миннесота Линкс». В течение этого сезона Кэти Бетти продала компанию Dream Too LLC местным инвесторам Мэри Брок и Келли Леффлер.
Следующий сезон запомнился грандиозным скандалом, который разразился между главным тренером клуба Маринелл Медорс и ведущим бомбардиром лиги Энджел Маккатри незадолго до начала Олимпийских игр в Лондоне. Маккатри, ссылаясь на травму, пропустила последние четыре игры перед Олимпиадой, после завершения которой приняла участие в двух матчах, а затем вновь отказалась выходить на паркет и наблюдала за игрой с трибун. Из-за чего именно произошла размолвка между игроком и тренером так и осталось загадкой, но Маккатри известна своим непростым темпераментом и индивидуальными причудами. Тем не менее всё закончилось увольнением главного тренера 27 августа при балансе побед и поражений 12-12, так как на кону стояло переподписание главной звезды клуба, которая по окончании сезона становилась ограниченно свободным агентом, и теперь стало ясно кто в «Дрим» хозяин. 28 августа на матче против «Талса Шок» клубом уже руководил бывший помощник Медорс Фред Уильямс, при котором клуб выиграл семь игр, а уступил всего три, финишировав в конференции на третьем месте с балансом 19-15, однако в плей-офф «Атланта» в первом раунде проиграла будущему триумфатору турнира, команде «Индиана Фивер» со счётом 1-2 в серии.
В декабре 2012 года менеджмент «Дрим» переподписал Уильямса, но лишь на один год. В сезоне 2013 года команда заняла второе место в Восточной конференции со скромным балансом 17-17, однако снова вышла в финал ВНБА. В плей-офф «Дрим» сначала обыграли «Вашингтон Мистикс» (2-1), а затем «Индиана Фивер» (2-0), тем самым обеспечив себе третий за четыре года выход в решающую стадию турнира. Там соперником «Атланты» вновь стал победитель регулярного сезона (26-8), клуб «Миннесота Линкс», которым она также в трёх матчах была разбита с общей разницей очков -59. По окончании сезона руководство клуба решило не продлевать контракт Уильямса, что весьма странно, так как впервые в истории лиги тренера, выведшего свою команду в финал ВНБА, отправляют в отставку. И в этом, возможно, также можно увидеть след Маккатри.

### Перестройка
21 ноября менеджмент клуба объявил о подписании контракта с Майклом Купером, приводившим в 2001 и 2002 годах к чемпионскому титулу команду «Лос-Анджелес Спаркс». Уже в дебютном сезоне Купера «Атланта» становится лучшей командой регулярного чемпионата Восточной конференции с балансом побед и поражений 19-15, однако уже в первом раунде плей-офф его подопечные неожиданно оступаются, проиграв со счётом 1-2 в серии клубу «Чикаго Скай», который вообще попал в игры навылет с отрицательным балансом (15-19). В решающем матче серии «Дрим» лидировали после третьей четверти 16 очков, но провалили решающий отрезок, уступив в итоге с минимальным счётом (80-81).
В сезоне 2015 года «Атланта Дрим» заняла пятое место в конференции и впервые с 2008 года не пробилась в плей-офф. Со следующего сезона изменилась система плей-офф, теперь в постсезонные игры проходили не по четыре лучшие команды из каждой конференции, а восемь лучших клубов по итогам регулярного чемпионата. «Дрим» вышли в игры навылет с шестого места и в первом раунде обыграли со счётом 94-85 клуб «Сиэтл Шторм», но уже во втором раунде оступились, уступив клубу «Чикаго Скай» 98-108. В сезоне 2017 года «Дрим» без своего лидера Энджел Маккатри, которая решила взять отдых, показали свой худший результат в регулярках с 2008 года (12-22) и вновь не пробились в плей-офф, в результате чего Майкл Купер был уволен со своего поста.
30 октября менеджмент клуба объявил о подписании договора с Ники Коллен, которая неплохо проявила себя в 2016 и 2017 годах, работая в тренерском штабе Курта Миллера в клубе «Коннектикут Сан». В сезоне 2018 года «Атланта» показала свой лучший результат в регулярных чемпионатах (23-11) и пробилась в игры навылет со второго места, сразу выйдя в полуфинал турнира, где в тяжелейшей борьбе уступили клубу «Вашингтон Мистикс» со счётом 2-3 в серии, 81-86 в решающей игре. Сезон был омрачён потерей Энджел Маккатри, которая незадолго до окончания регулярки, 7 августа в матче против команды «Лас-Вегас Эйсес», травмировала левое колено и не смогла принять участие в матчах плей-офф. Эта травма надолго вывела Маккатри из строя и она пропустила весь следующий сезон, в котором «Дрим» одержали всего восемь побед, став худшей командой первенства. После завершения сезона 2019 года срок контракта Энджел истёк, она решила его не продлевать и подписала договор с клубом «Лас-Вегас Эйсес». Сезон 2020 года «Дрим» также провели неудачно (7-15), заняв в итоге десятое место, и не попали плей-офф.

## Участия в финалах ЖНБА
Команда «Атланта Дрим» принимала участие в трёх финальных сериях ЖНБА, проиграв во всех из них.
| Сезон | Соперник        | Результат | Счёт                | Место проведения      |
| ----- | --------------- | --------- | ------------------- | --------------------- |
| 2010  | Сиэтл Шторм     | Поражение | 84:87 (0:3 в серии) | Филипс-арена, Атланта |
| 2011  | Миннесота Линкс | Поражение | 67:73 (0:3 в серии) | Филипс-арена, Атланта |
| 2013  | Миннесота Линкс | Поражение | 77:86 (0:3 в серии) | Гуиннетт-центр, Дулут |

## Протокол сезонов ЖНБА
| Сезон        | Конференция  | Место        | Регулярный чемпионат | Регулярный чемпионат | Регулярный чемпионат | Плей-офф | Тренер                                     | Ссылки                                    |
| Сезон        | Конференция  | Место        | Победы               | Поражения            | Процент              | Плей-офф | Тренер                                     | Ссылки                                    |
| Атланта Дрим | Атланта Дрим | Атланта Дрим | Атланта Дрим         | Атланта Дрим         | Атланта Дрим         | Атланта Дрим | Атланта Дрим                               | Атланта Дрим                              |
| ------------ | ------------ | ------------ | -------------------- | -------------------- | -------------------- | --- | ------------------------------------------ | ----------------------------------------- |
| 2008         | Восточная    | 7-е          | 4                    | 30                   | 11,8                 | Не квалифицировалась в плей-офф | Маринелл Медорс                            | [ 29 ]                                    |
| 2009         | Восточная    | 2-е          | 18                   | 16                   | 52,9                 | Проиграла в полуфинале конференции «Шок» со счётом 0:2 | Маринелл Медорс                            | [ 30 ]                                    |
| 2010         | Восточная    | 4-е          | 19                   | 15                   | 55,9                 | Выиграла в полуфинале конференции у «Мистикс» со счётом 2:0 Выиграла в финале конференции у «Либерти» со счётом 2:0 Проиграла в финале «Шторм» со счётом 0:3 | Маринелл Медорс                            | [ 31 ]                                    |
| 2011         | Восточная    | 3-е          | 20                   | 14                   | 58,8                 | Выиграла в полуфинале конференции у «Сан» со счётом 2:0 Выиграла в финале конференции у «Фивер» со счётом 2:1 Проиграла в финале «Линкс» со счётом 0:3       | Маринелл Медорс                            | [ 32 ]                                    |
| 2012         | Восточная    | 3-е          | 19                   | 15                   | 55,9                 | Проиграла в полуфинале конференции «Фивер» со счётом 1:2 | Маринелл Медорс (12-12) Фред Уильямс (7-3) | [ 33 ]                                    |
| 2013         | Восточная    | 2-е          | 17                   | 17                   | 50,0                 | Выиграла в полуфинале конференции у «Мистикс» со счётом 2:1 Выиграла в финале конференции у «Фивер» со счётом 2:0 Проиграла в финале «Линкс» со счётом 0:3   | Фред Уильямс                               | [ 34 ]                                    |
| 2014         | Восточная    | 1-е          | 19                   | 15                   | 55,9                 | Проиграла в полуфинале конференции «Скай» со счётом 1:2 | Майкл Купер                                | [ 35 ]                                    |
| 2015         | Восточная    | 5-е          | 15                   | 19                   | 44,1                 | Не квалифицировалась в плей-офф | Майкл Купер                                | [ 36 ]                                    |
| 2016         | Восточная    | 4-е          | 17                   | 17                   | 50,0                 | Выиграла в первом раунде у «Шторм» со счётом 94:85 Проиграла во втором раунде «Скай» со счётом 98:108                                                        | Майкл Купер                                | [ 37 ]                                    |
| 2017         | Восточная    | 5-е          | 12                   | 22                   | 35,3                 | Не квалифицировалась в плей-офф | Майкл Купер                                | [ 38 ]                                    |
| 2018         | Восточная    | 1-е          | 23                   | 11                   | 67,6                 | Проиграла в полуфинале «Мистикс» со счётом 2:3 | Ники Коллен                                | [ 39 ]                                    |
| 2019         | Восточная    | 6-е          | 8                    | 26                   | 23,5                 | Не квалифицировалась в плей-офф | Ники Коллен                                | [ 40 ]                                    |
| 2020         | Восточная    | 4-е          | 7                    | 15                   | 31,8                 | Не квалифицировалась в плей-офф | Ники Коллен                                | [ 41 ]                                    |
| 2021         | Восточная    | 5-е          | 8                    | 24                   | 25,0                 | Не квалифицировалась в плей-офф | Майк Петерсен (6-13) Дариус Тейлор (2-11)  | [ 42 ]                                    |
| 2022         | Восточная    | 5-е          | 14                   | 22                   | 38,9                 | Не квалифицировалась в плей-офф | Таниша Райт                                | [ 43 ]                                    |
| 2023         | Восточная    | 3-е          | 19                   | 21                   | 47,5                 | Проиграла в первом раунде «Уингз» со счётом 0:2 | Таниша Райт                                | [ 44 ]                                    |
| 2024         | Восточная    | 4-е          | 15                   | 25                   | 37,5                 | Проиграла в первом раунде «Либерти» со счётом 0:2 | Таниша Райт                                | [ 45 ]                                    |
| Регулярки    | Регулярки    | Регулярки    | 254                  | 324                  | 43,9                 | 3 титула победителя Восточной конференции | 3 титула победителя Восточной конференции  | 3 титула победителя Восточной конференции |
| Плей-офф     | Плей-офф     | Плей-офф     | 17                   | 25                   | 40,5                 | 0 титулов победителя турнира женской НБА | 0 титулов победителя турнира женской НБА   | 0 титулов победителя турнира женской НБА  |

## Статистика игроков
| Сезоны | Лучшие игроки команды по пяти главным статистическим показателям | Лучшие игроки команды по пяти главным статистическим показателям | Лучшие игроки команды по пяти главным статистическим показателям | Лучшие игроки команды по пяти главным статистическим показателям | Лучшие игроки команды по пяти главным статистическим показателям | Ссылки |
| Сезоны | PPG                                                              | RPG                                                              | APG                                                              | SPG                                                              | BPG                                                              | Ссылки |
| ------ | ---------------------------------------------------------------- | ---------------------------------------------------------------- | ---------------------------------------------------------------- | ---------------------------------------------------------------- | ---------------------------------------------------------------- | ------ |
| 2008   | Бетти Леннокс (17,5)                                             | Эрика де Соуза (6,6)                                             | Айвори Латта (3,6)                                               | Эрика де Соуза (1,4)                                             | Эрика де Соуза (1,8)                                             | [ 29 ] |
| 2009   | Изиане Кастро Маркес (14,4)                                      | Эрика де Соуза (9,1)                                             | Шейли Ленинг (3,7)                                               | Энджел Маккатри (2,2)                                            | Эрика де Соуза (1,3)                                             | [ 30 ] |
| 2010   | Энджел Маккатри (21,1)                                           | Санчо Литтл (9,9)                                                | Шейли Ленинг (4,8)                                               | Энджел Маккатри (1,9)                                            | Эрика де Соуза (1,2)                                             | [ 31 ] |
| 2011   | Энджел Маккатри (21,6)                                           | Эрика де Соуза (7,5)                                             | Линдсей Хардинг (4,8)                                            | Санчо Литтл (2,4)[a]                                             | Элисон Бейлз (1,6)                                               | [ 32 ] |
| 2012   | Энджел Маккатри (21,4)                                           | Эрика де Соуза (8,2)                                             | Линдсей Хардинг (4,5)                                            | Энджел Маккатри (2,5)                                            | Эрика де Соуза (1,5)                                             | [ 33 ] |
| 2013   | Энджел Маккатри (21,5)                                           | Эрика де Соуза (9,9)                                             | Энджел Маккатри (4,4)                                            | Энджел Маккатри (2,7)                                            | Эрика де Соуза (1,8)                                             | [ 34 ] |
| 2014   | Энджел Маккатри (18,5)                                           | Санчо Литтл (9,0)                                                | Селин Дюмерк (4,0)                                               | Энджел Маккатри (2,4)                                            | Эрика де Соуза (1,4)                                             | [ 35 ] |
| 2015   | Энджел Маккатри (20,1)                                           | Санчо Литтл (8,3)                                                | Шони Шиммель (3,2)                                               | Санчо Литтл (2,3)                                                | Эника Генри (0,9)                                                | [ 36 ] |
| 2016   | Энджел Маккатри (19,5)                                           | Элизабет Уильямс (8,1)                                           | Лейшиа Кларендон (3,5)                                           | Санчо Литтл (2,1)                                                | Элизабет Уильямс (2,3)                                           | [ 37 ] |
| 2017   | Тиффани Хейз (16,3)                                              | Элизабет Уильямс (7,2)                                           | Лейшиа Кларендон (6,6)                                           | Санчо Литтл (1,6)                                                | Элизабет Уильямс (2,0)                                           | [ 38 ] |
| 2018   | Тиффани Хейз (17,2)                                              | Джессика Бриланд (7,9)                                           | Рене Монтгомери (3,7)                                            | Рене Монтгомери (1,3)                                            | Джессика Бриланд (1,9)                                           | [ 39 ] |
| 2019   | Тиффани Хейз (14,7)                                              | Джессика Бриланд (7,3)                                           | Алекс Бентли (3,0)                                               | Джессика Бриланд (1,3)                                           | Элизабет Уильямс (1,7)                                           | [ 40 ] |
| 2020   | Кеннеди Картер (17,4)                                            | Моник Биллингс (8,5)                                             | Бетнайджа Лейни (4,0)                                            | Бетнайджа Лейни (1,6)                                            | Элизабет Уильямс (1,4)                                           | [ 41 ] |
| 2021   | Кортни Уильямс (16,5)                                            | Кортни Уильямс (6,8)                                             | Кортни Уильямс (4,0)                                             | Тиффани Хейз (1,6)                                               | Элизабет Уильямс (1,3)                                           | [ 42 ] |
| 2022   | Райн Ховард (16,2)                                               | Моник Биллингс (6,3)                                             | Эрика Уилер (3,9)                                                | Райн Ховард (1,6)                                                | Шайенн Паркер (0,9)                                              | [ 43 ] |
| 2023   | Райн Ховард (17,5)                                               | Шайенн Паркер (6,7)                                              | Райн Ховард (3,5)                                                | Райн Ховард (1,3)                                                | Шайенн Паркер (1,5)                                              | [ 44 ] |
| 2024   | Райн Ховард (17,3)                                               | Тина Чарльз (9,6)                                                | Джордин Кэнада (5,8)                                             | Райн Ховард (1,8)                                                | Алиша Грей (0,7)                                                 | [ 45 ] |

- a  Жирным шрифтом выделен игрок, который выиграл в этом сезоне ту или иную номинацию.

## Текущий состав
| \| Поз. \| № \| Гражд. \| Имя \| Дата рождения (возраст) \| Рост \| Вес \| Звание \| \| ---- \| -- \| ------ \| ------------------- \| ------------------------- \| ------ \| ----- \| ------ \| \| Ф \| 00 \| \| Наз Хиллмон \| 5 апреля 2000 (25 лет) \| 188 см \| 86 кг \| \| \| З \| 2 \| \| Те-Хина Паопао \| 21 августа 2002 (22 года) \| 175 см \| \| \| \| З \| 3 \| \| Джордин Кэнада \| 11 августа 1995 (29 лет) \| 168 см \| 61 кг \| \| \| З/Ф \| 5 \| \| Тейлор Тьерри \| 21 июля 1997 (27 лет) \| 185 см \| \| \| \| З \| 10 \| \| Райн Ховард \| 29 апреля 2000 (25 лет) \| 188 см \| 79 кг \| \| \| Ф \| 12 \| \| Ниа Коффи \| 11 июня 1995 (30 лет) \| 185 см \| 83 кг \| \| \| З \| 15 \| \| Алиша Грей \| 12 января 1995 (30 лет) \| 183 см \| 76 кг \| \| \| Ф \| 24 \| \| Брайонна Джонс \| 18 декабря 1995 (29 лет) \| 191 см \| 98 кг \| \| \| З \| 32 \| \| Шатори Уокер-Кимбру \| 18 мая 1995 (30 лет) \| 175 см \| 64 кг \| \| \| З \| 33 \| \| Майя Колдуэлл \| 30 июля 1998 (26 лет) \| 180 см \| 73 кг \| \| \| Ц \| 42 \| \| Бриттни Грайнер \| 18 октября 1990 (34 года) \| 206 см \| 93 кг \| \| | Главный тренер - Карл Смеско Ассистенты тренера - Кэмрин Браун - Челси Лайлз - Брэнди Пул - Латойя Сандерс Легенда - (К) — Капитан команды Последнее изменение: 13 мая 2025 года |          |                     |                           |        |       |        |
| Поз. | № | Гражд.   | Имя                 | Дата рождения (возраст)   | Рост   | Вес   | Звание |
| Ф | 00 | Флаг США | Наз Хиллмон         | 5 апреля 2000 (25 лет)    | 188 см | 86 кг |        |
| З | 2 | Флаг США | Те-Хина Паопао      | 21 августа 2002 (22 года) | 175 см |       |        |
| З | 3 | Флаг США | Джордин Кэнада      | 11 августа 1995 (29 лет)  | 168 см | 61 кг |        |
| З/Ф | 5 | Флаг США | Тейлор Тьерри       | 21 июля 1997 (27 лет)     | 185 см |       |        |
| З | 10 | Флаг США | Райн Ховард         | 29 апреля 2000 (25 лет)   | 188 см | 79 кг |        |
| Ф | 12 | Флаг США | Ниа Коффи           | 11 июня 1995 (30 лет)     | 185 см | 83 кг |        |
| З | 15 | Флаг США | Алиша Грей          | 12 января 1995 (30 лет)   | 183 см | 76 кг |        |
| Ф | 24 | Флаг США | Брайонна Джонс      | 18 декабря 1995 (29 лет)  | 191 см | 98 кг |        |
| З | 32 | Флаг США | Шатори Уокер-Кимбру | 18 мая 1995 (30 лет)      | 175 см | 64 кг |        |
| З | 33 | Флаг США | Майя Колдуэлл       | 30 июля 1998 (26 лет)     | 180 см | 73 кг |        |
| Ц | 42 | Флаг США | Бриттни Грайнер     | 18 октября 1990 (34 года) | 206 см | 93 кг |        |

## Главные тренеры
| Тренер          | Сезоны     | Победы и поражения (процент) | Победы и поражения (процент) | Ссылки |
| Тренер          | Сезоны     | Регулярка                    | Плей-офф                     | Ссылки |
| --------------- | ---------- | ---------------------------- | ---------------------------- | ------ |
| Маринелл Медорс | 2008—2012  | 73-87 (45,6)                 | 8-9 (47,1)                   | [ 46 ] |
| Фред Уильямс    | 2012—2013  | 24-20 (54,5)                 | 5-6 (45,5)                   | [ 47 ] |
| Майкл Купер     | 2014—2017  | 63-73 (46,3)                 | 2-3 (40,0)                   | [ 48 ] |
| Ники Коллен     | 2018—н. в. | 38-52 (42,2)                 | 2-3 (40,0)                   | [ 49 ] |
| Майк Петерсен   | 2021       | 6-13 (31,6)                  | 0-0 (0,0)                    | [ 50 ] |
| Дариус Тейлор   | 2021       | 2-11 (15,4)                  | 0-0 (0,0)                    | [ 51 ] |
| Таниша Райт     | 2022—2024  | 48-68 (41,4)                 | 0-4 (0,0)                    | [ 52 ] |
| Карл Смеско     | 2025—н. в. | 0-0 (0,0)                    | 0-0 (0,0)                    |        |
| Всего           |            | 254-324 (43,9)               | 17-25 (40,5)                 |        |

## Владельцы команды
- Рон Тервиллиджер (2008—2009)
- Кэти Бетти (2010)
- Dream Too LLC: Мэри Брок и Келли Леффлер (2011—2021)
- Ларри Готтсдайнер, Сюзанн Абэр и Рене Монтгомери (2021—н. в.)

## Генеральные менеджеры
- Маринелл Медорс (2008—2012)
- Фред Уильямс (2012—2013)
- Анджела Тейлор (2014—2016)
- Крис Сиенко (2017—2021)
- Дэн Падовер (2022—н.в.)

## Зал славы женского баскетбола
| Игрок          | Позиция        | Карьера в команде | Год включения | Ссылки |
| -------------- | -------------- | ----------------- | ------------- | ------ |
| Чамик Холдскло | Лёгкий форвард | (2009)            | 2018          | [ 53 ] |
| Рут Райли      | Центровая      | (2013)            | 2019          | [ 54 ] |
| Свин Кэш[b]    | Лёгкий форвард | (2014)            | 2020          | [ 55 ] |

- b  Форвард Свин Кэш была выбрана в Зал славы женского баскетбола весной 2020 года, однако из-за пандемии COVID-19 церемония включения несколько раз переносилась и состоялась лишь 12 июня 2021 года.

## Индивидуальные и командные награды
| Награды                     | Игроки, тренеры и сезоны                                         | Ссылки               |
| --------------------------- | ---------------------------------------------------------------- | -------------------- |
| Чемпионка ЖНБА              | нет                                                              |                      |
| Финал ЖНБА                  | 3 (2010, 2011 и 2013)                                            | [ 26 ] [ 27 ] [ 28 ] |
| Плей-офф ЖНБА               | 10 (2009, 2010, 2011, 2012, 2013, 2014, 2016, 2018, 2023 и 2024) |                      |
| MVP ЖНБА                    | нет                                                              | [ 56 ]               |
| MVP финала ЖНБА             | нет                                                              | [ 57 ]               |
| MVP ASG ЖНБА                | Шони Шиммель (2014)                                              | [ 58 ]               |
| Лучший игрок обороны        | нет                                                              | [ 59 ]               |
| Самый прогрессирующий игрок | Элизабет Уильямс (2016), Бетнайджа Лейни (2020)                  | [ 60 ]               |
| Спортивное поведение        | Делиша Милтон (2015)                                             | [ 61 ]               |
| Лучший шестой игрок         | нет                                                              | [ 62 ]               |
| Лидерские качества          | нет                                                              | [ 63 ]               |
| Лучший новичок              | Энджел Маккатри (2009), Райн Ховард (2022)                       | [ 64 ]               |
| Лучший тренер               | Маринелл Медорс (2009), Ники Коллен (2018)                       | [ 65 ]               |
| Лучший менеджер             | Крис Сиенко (2018)                                               | [ 66 ]               |

## Известные игроки
- Мати Аджавон
- Алекс Бентли
- Джессика Бриланд
- Дамирис Дантас
- Эрика де Соуза
- Глори Джонсон
- Селин Дюмерк
- Кеннеди Картер
- Изиане Кастро Маркес
- Лейшиа Кларендон
- Свин Кэш
- Айвори Латта
- Елена Левченко
- Бетнайджа Лейни
- Бетти Леннокс
- Камилла Литтл
- Санчо Литтл
- Келли Маззанти
- Энджел Маккатри
- Келли Миллер
- Коко Миллер
- Делиша Милтон
- Рене Монтгомери
- Арминти Прайс
- Кортни Пэрис
- Рут Райли
- Бриттни Сайкс
- Мишель Сноу
- Шекинна Стриклен
- Никки Тисли
- Жасмин Томас
- Эрика Уилер
- Ле’ко Уиллингем
- Кортни Уильямс
- Элизабет Уильямс
- Линдсей Хардинг
- Тиффани Хейз
- Чамик Холдскло
- Шони Шиммель
- Тамера Янг

## Участники матчей всех звёзд
| Год  | Участники матчей всех звёзд                                          | Участники матчей всех звёзд                                          |
| Год  | Стартовый состав                                                     | Резервный состав                                                     |
| ---- | -------------------------------------------------------------------- | -------------------------------------------------------------------- |
| 2008 | Игра не состоялась из-за проведения Олимпийских игр в Пекине         | Игра не состоялась из-за проведения Олимпийских игр в Пекине         |
| 2009 |                                                                      | Эрика де Соуза и Санчо Литтл                                         |
| 2010 | Санчо Литтл                                                          | Энджел Маккатри и Изиане Кастро Маркес                               |
| 2011 | Энджел Маккатри                                                      |                                                                      |
| 2012 | Игра не состоялась из-за проведения Олимпийских игр в Лондоне        | Игра не состоялась из-за проведения Олимпийских игр в Лондоне        |
| 2013 | Энджел Маккатри                                                      | Эрика де Соуза                                                       |
| 2014 | Шони Шиммель, Энджел Маккатри и Эрика де Соуза                       |                                                                      |
| 2015 | Шони Шиммель и Энджел Маккатри                                       |                                                                      |
| 2016 | Игра не состоялась из-за проведения Олимпийских игр в Рио-де-Жанейро | Игра не состоялась из-за проведения Олимпийских игр в Рио-де-Жанейро |
| 2017 | Тиффани Хейз                                                         | Лейшиа Кларендон и Элизабет Уильямс                                  |
| 2018 | Энджел Маккатри                                                      |                                                                      |
| 2019 |                                                                      |                                                                      |
| 2020 | Игра не состоялась из-за проведения Олимпийских игр в Токио          | Игра не состоялась из-за проведения Олимпийских игр в Токио          |
| 2021 |                                                                      | Кортни Уильямс                                                       |
| 2022 |                                                                      | Райн Ховард                                                          |
| 2023 |                                                                      | Райн Ховард, Алиша Грей и Шайенн Паркер                              |
| 2024 |                                                                      | Алиша Грей                                                           |